# Leedham Bantock
Leedham Bantock (Ernest Leedham Sutherland Bantock, né le 18 mai 1870, mort le 16 octobre 1928) est un chanteur d'opéra et acteur britannique, également réalisateur et scénariste. Il est le premier acteur à avoir interprété le rôle du Père Noël au cinéma,.

## Biographie
Leedham Bantock est né à Londres en 1870. Chanteur d'opéra, sa voix était de type basse-baryton. Après avoir effectué une carrière notable au théâtre, il est acteur puis réalisateur de cinéma muet. Il est le premier acteur à incarner Santa Claus (le Père Noël) dans un film en 1913.

## Théâtre
- 1907 : The Girl Behind the Counter
- 1908 : The Belle of Brittany (livret)

## Filmographie

### Réalisateur
- 1913 : Seymour Hicks and Ellaline Terriss[5]
- 1913 : Ivanhoe avec Lauderdale Maitland : Ivanhoe[6]
- 1913 : Scrooge avec Seymour Hicks et Ellaline Terriss[7]
- 1913 : David Garrick avec Seymour Hicks and Ellaline Terriss[5]
- 1914 : A Motorcycle Elopement[5]
- 1914 : Always Tell Your Wife[5]
- 1914 : A Patriotic English Girl[5]
- 1914 : Kismet avec  Oscar Asche et Lily Brayton[6]
- 1915 : From Flower Girl to Red Cross Nurse[6]
- 1915 : A Prehistoric Love Story : Hicks and Terriss[6]
- 1915 : A Daughter of England[6]
- 1915 : The Beggar Girl's Wedding[6]
- 1915 : The Girl of My Heart[6]
- 1915 : The Girl Who Took the Wrong Turning[6]
- 1915 : The Shopsoiled Girl[6]
- 1917 : The Veiled Woman[6]

### Acteur
- 1912 : Santa Claus (en)  réalisé par Walter R. Booth, Callum et Thornton
- 1913 : Scrooge
- 1913 : The Tempter réalisé par Callum et Thornton[6]

### Scénariste
- 1912 : Mephisto réalisé par Alfred de Manby et F. Martin Thornton
- 1912 : Santa Claus (en) réalisé par Walter R. Booth, R. H. Callum et Thornton
- 1913 : Ivanhoé
- 1913 : The Tempter réalisé par Callum et Thornton[6]